# Dolenja Trebuša
Dolenja Trebuša (Duits: Nieder Trebutsch) is een plaats in Slovenië en maakt deel uit van de gemeente Tolmin in de NUTS-3-regio Goriška. De plaats telde 274 inwoners op 1 januari 2020.

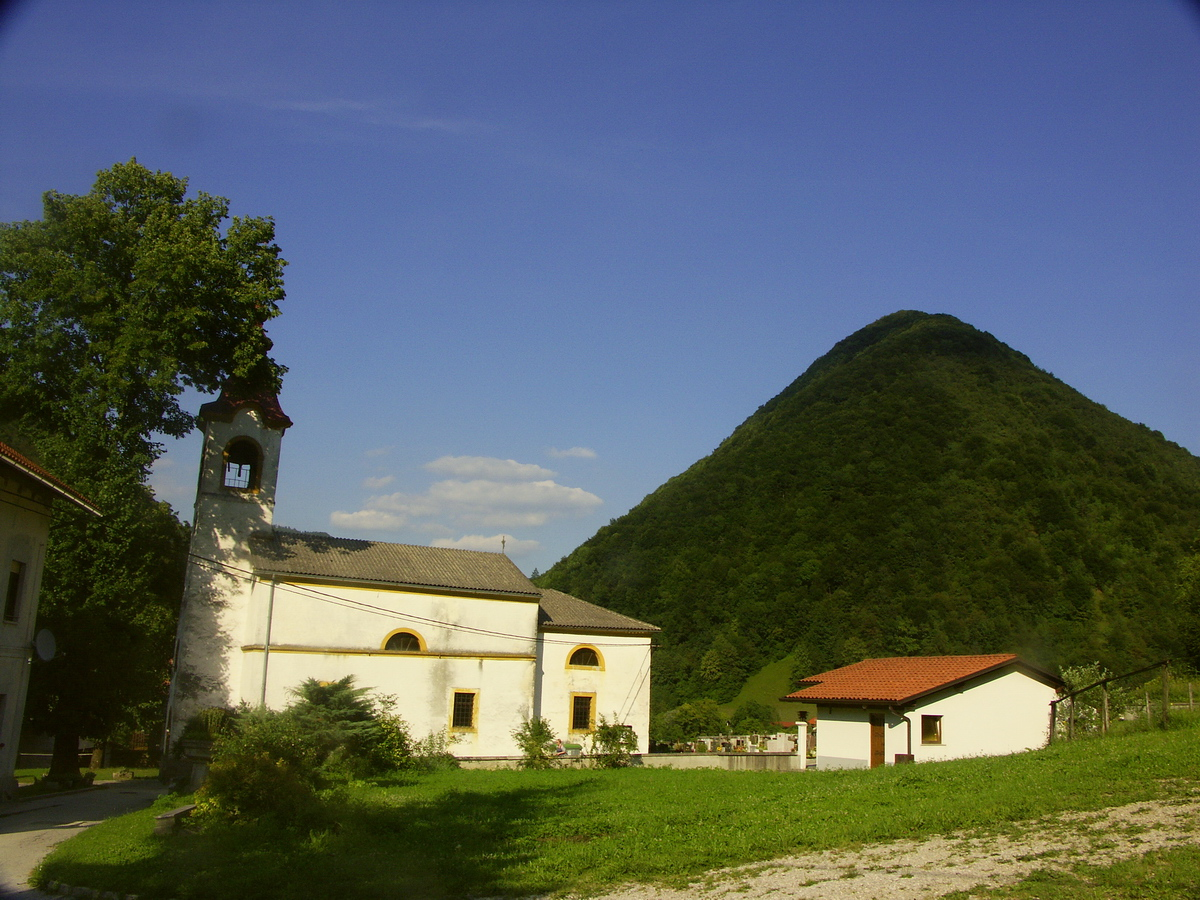
Sint Jakobuskerk